# Robinieae
Robinieae je  tribus mahunarki iz potporodice Faboideae. Pripada mu 12 rodova., od kojih je tipičan Robinia, bagrem.

## Opis tribusa

### Filogenetička sistematika i biogeografija plemena
Prikazana je filogenetska analiza pretežito tropskog sjevernoameričkog plemena Robinieae koja se prvenstveno temelji na morfološkim i fitokemijskim podacima. Nedavni dobro potkrijepljeni nalazi iz molekularnih sustavnih istraživanja integrirani su primjenom odgovarajućih topoloških ograničenja tijekom analize. Robusnost klade procjenjuje se Bremerovom analizom potpore i to otkriva dvije dobro podržane generičke skupine: skupinu Robinia (Robinia, Coursetia, Olneya, Peteria, Genistidium i Sphinctospermum) i skupinu Gliricidia (Hybosema, Poitea i Gliricidia). Klasifikacija 12 konstitutivnih rodova plemena izgrađena je oko ove dvije skupine. Skupina Sesbania (Sesbania, uključujući Glottidium) je navodna sestrinska skupina ostatku plemena i ima jedinu izvornu pojavu u paleotropima. Skupina Hebestigma sastoji se od monotipskog kubanskog endema, Hebestigme. Grupa Gliricidia uvjetno uključuje i rod Lennea, i uglavnom je iz tropskog Meksika i Srednje Amerike, ali s Poiteom uglavnom s Velikih Antila. Grupa Robinia je usredotočena na sušnija područja sjevernog Meksika i jugozapadnog SAD-a, ali s Robiniom ograničenom na umjerene listopadne šume i šume južnog SAD-a i susjednog Meksika, a Coursetia uglavnom iz sezonski suhih tropskih šuma Sjeverne i Južne Amerike. Provedena je analiza područja predaka kako bi se istražila izvedivost određivanja relativne starosti Robinieae na sjevernom naspram južnoameričkog kontinenta. Ova analiza područja predaka izvodi se eksplicitno izvan područja biogeografije namjesništva i nije srodna konceptima središta podrijetla. Filogenetski i biogeografski obrasci rodova Robinieae, ako se utvrdi da su uobičajeni za neotropske taksone, pružit će važne uvide u odnose tercijarnih sjevernoameričkih tropskih biota. Na primjer, najbliži rođaci Robinieae uključuju rodove Starog svijeta Millettia, iz plemena Millettieae, te Wisteria i Caragana, iz plemena Galegeae. Nema dokaza koji bi sugerirali da sestrinska skupina Robinieae dolazi iz Južne Amerike. Ovi filogenetski i biogeografski obrasci dosljedniji su Wolfeovoj hipotezi o boreotropskoj flori nego Chaneyevom konceptu neotropske tercijarne geoflore. Formalni taksonomski tretmani na razini vrste dani su za svaki rod, osim Poitea, Robinia i Coursetia, za koje su objavljeni nedavni tretmani, i Sesbania, koji je u procesu sustavnog proučavanja. Jedna nova sorta, Lennea viridiflora var. novogaliciensis, i jedan novi odjeljak, Coursetia sect. Madrenses, opisani su. Šest novih kombinacija, Sesbania sect. Daubentoniopsis, Sesbania sect. Glotidij, Poitea sect. Sabinea, Poitea sect. Sauvallela, Poitea sect. Corynella i Gliricidia brenningii su predložene.

## Rodovi
1. Hebestigma Urb. (1 sp.)
2. Lennea Klotzsch (3 spp.)
3. Olneya A. Gray (1 sp.)
4. Coursetia DC. (39 spp.)
5. Sphinctospermum Rose (1 sp.)
6. Genistidium I. M. Johnst. (1 sp.)
7. Robinia L. (4 spp.)
8. Poissonia Baill. (5 spp.)
9. Peteria A. Gray (4 spp.)
10. Gliricidia Kunth (4 spp.)
11. Hybosema Harms (1 sp.)
12. Poitea Vent. (12 spp.)